# Medalla al Mérito de la Seguridad Vial
La Medalla al Mérito de la Seguridad Vial es una condecoración civil española que tiene por objeto recompensar a personas o entidades que hayan destacado por su actividad en favor de la seguridad en el tráfico o la circulación; bien por la realización de un acto heroico o de ejemplar solidaridad; bien por colaborar de forma relevante con autoridades y agentes responsables de su ordenación y control; bien prestando servicios considerados eminentes de carácter técnico, pedagógico o en el orden económico o social. Esta medalla se encuentra regulada por el Decreto 2464/1974, de 9 de agosto, que crea la Medalla «Al Mérito de la Seguridad Vial» (Boletín Oficial del Estado, de 9 de septiembre de 1974), norma desarrollada mediante la Orden del Ministerio de la Gobernación, de 6 de noviembre de 1974 (Boletín Oficial del Estado, de 19 de noviembre de 1974).
Los miembros de la Dirección General de Tráfico, Agrupación de Tráfico de la Guardia Civil o de las policías municipales de tráfico sólo podrán recibir esta condecoración por actos realizados fuera de servicio o cuando se considere que deban recibirla por llevar a cabo actos, trabajos o servicios el cumplimiento normal de sus obligaciones.

## Grados
La Medalla al Mérito de la Seguridad Vial posee tres categorías: 
- Medalla de Oro
- Medalla de Plata
- Medalla de Bronce

Cada categoría contará con tres distintivos: Rojo que se entrega como premio a los actos de valor, Azul para actuaciones o aportaciones de carácter técnico o pedagógico, y Blanco para méritos relativos al orden económico o social.
La concesión de estas medallas exige la elaboración de un informe previo por parte de la Dirección General de Tráfico. Las medallas de oro son concedidas mediante un Real Decreto acordado en el Consejo de Ministros, las de plata con una orden del Ministerio del Interior (inicialmente el Ministerio de Gobernación) y las de bronce por resolución de la Dirección General de Tráfico. El titular de esta dirección expide la credencial que acredita la concesión a nombre de la persona o entidad premiada. El número de concesiones se encuentra limitado a tres medallas de oro, seis de plata y doce de bronce por año.
Las corporaciones, instituciones, personas jurídicas, organismos o entidades públicas o privadas que reciban esta distinción pueden reproducirla en documentos y situarla en su bandera o guion si lo tuvieran.

## Descripción de las insignias
La insignia de Medalla al Mérito de la Seguridad Vial en todas sus categorías es forma circular, tiene una longitud de 35 milímetros de diámetro y un grosor de dos milímetros y medio.
En su anverso se encuentra reproducida figura alegórica de una rueda compuesta por una rama de palma y otra de roble junto con la inscripción «AL MÉRITO DE LA SEGURIDAD VIAL», situado en la zona más próxima al borde de la mitad superior de la insignia. En el reverso figura grabado el nombre de la persona o entidad galardonada junto con el número que le corresponda a la medalla en el registro de la misma.
En las medallas de oro la insignia, realizada en metal dorado, se porta con un cordón, a modo de corbata, realizado en seda de color roja, azul o blanca (en función del distintivo) entrelazado con otro de color amarillo o dorado. Las de plata y bronce, realizadas en metal plateado y bronceado respectivamente, se portan sujetas con una cinta con el color del distintivo que le corresponda y todas ellas pendientes de un pasador dorado. Todas las insignias van acompañadas de otras idénticas pero de menor tamaño, a modo de miniaturas, con quince milímetros de diámetro, para ser utilizadas como insignias de solapa o prendedor.

## Desposesión de distinciones
El agraciado con cualesquiera de las categorías que haya sido sentenciado por la comisión de un delito doloso o pública y notoriamente haya incurrido en actos contrarios a las razones determinantes de la concesión de la distinción podrá, en virtud de expediente iniciado de oficio o por denuncia motivada, y con intervención del Fiscal de la Real Orden, ser desposeído del título correspondiente a la distinción concedida, decisión que corresponde a quien la otorgó.